# Neoempheria tetraphaea
Neoempheria tetraphaea är en tvåvingeart som beskrevs av Shaw 1940. Neoempheria tetraphaea ingår i släktet Neoempheria och familjen svampmyggor.
Artens utbredningsområde är Costa Rica. Inga underarter finns listade i Catalogue of Life.